# Джон Авилдсън
Джон Гилбърт Авилдсън (на английски: John Guilbert Avildsen) (21 декември 1935 г. – 16 юни 2017 г.) е американски режисьор. Най-известен е с филма си „Роки“ от 1976 г., за който през 1977 г. печели Оскар за най-добър режисьор.

## Биография

### Личен живот
Авилдсън има син на име Аш (роден на 5 ноември 1981 г.). Има и друг син – Джонатан Авилдсън, който участва във филмите „Карате кид 3“ и „Роки V“.

### Смърт
Авилдсън умира на 16 юни 2017 г. в Лос Анджелис на 81 години. Според сина му Антъни Авилдсън причината за смъртта е рак на панкреаса.

## Избрана филмография
| Година | Филм         | Оригинално заглавие | Бележки |
| ------ | ------------ | ------------------- | ------- |
| 1976   | Роки         | Rocky               |         |
| 1984   | Карате кид   | Karate Kid          |         |
| 1986   | Карате кид 2 | Karate Kid Part II  |         |
| 1986   | Карате кид 3 | Karate Kid Part III |         |
| 1990   | Роки V       | Rocky V             |         |